# Batrachylidae
Famille
Synonymes
- Batrachylinae Gallardo, 1965

Les Batrachylidae sont une famille d'amphibiens. Elle a été créée par José María Alfonso Félix Gallardo (1925-1994) en 1965.

## Répartition
Les espèces de ses quatre genres se rencontrent en Argentine et au Chili.

## Liste des genres
Selon Amphibian Species of the World (19 novembre 2016) :
- Atelognathus Lynch, 1978
- Batrachyla Bell, 1843
- Chaltenobatrachus Basso, Úbeda, Bunge & Martinazzo, 2011
- Hylorina Bell, 1843

## Publication originale
- Gallardo, 1965 : A proposito de los Leptodactylidae (Amphibia, Anura). Papeis Avulsos de Zoologia, vol. 17, no 8, p. 77-87.